# Viatskoïe
Viatskoïe (ou Vyatskoye, en russe : Вятское) est un village de pêcheur du kraï de Khabarovsk (Russie), situé sur la rive orientale du fleuve Amour, à 70 km au nord-est de Khabarovsk.
Selon certains historiens, il s’agirait du véritable lieu de naissance de l'ex-dirigeant nord-coréen Kim Jong-il. Or, ce ne serait pas exact : il y aurait seulement passé son enfance. Kim Jong-il est né le 16 février 1941, alors que Kim Il-sung et sa femme se trouvait dans le camp sud du village d'Harmattan (aujourd’hui Razdol'noe), avant la création de la 88e brigade soviétique à Viatskoïe. En revanche, son frère cadet, Shura, est né à Viatskoïe en 1944, et il serait tombé dans un puits avant de se noyer.